# Antrocephalus atritegula
Antrocephalus atritegula är en stekelart som först beskrevs av Girault 1926.  Antrocephalus atritegula ingår i släktet Antrocephalus och familjen bredlårsteklar. Inga underarter finns listade i Catalogue of Life.